# Jądro Ziemi

Budowa wnętrza Ziemi

Jądro Ziemi (barysfera, nife) – wewnętrzna część Ziemi.
Hipotezy o budowie jądra i jego cechach fizyczno-chemicznych opierają się głównie na badaniu rozchodzenia się fal sejsmicznych powstałych przy trzęsieniach ziemi. 
Zgodnie z powszechnie przyjętymi poglądami jądro Ziemi jest kulą o promieniu 3470 km, masie 1,85⋅1024 kg i gęstości 9,6–18,5 g/cm³. Tworzy je stop niklu (Ni) i żelaza (Fe) (stąd dawniej używane określenie nife), być może z domieszką pierwiastków lekkich – krzemu, siarki i potasu. Uważa się, że występują w nim atomy pierwiastków ciężkich w stężeniu większym niż w płaszczu Ziemi. 
Na podstawie badań sejsmologicznych w obrębie jądra wyróżniono trzy strefy: jądro zewnętrzne (nifesima), jądro wewnętrzne (nife) i położoną między nimi strefę przejściową (tzw. nieciągłość Lehmann).
Płynne jądro zewnętrzne, o grubości ok. 2080 km, od płaszcza Ziemi oddziela nieciągłość Gutenberga. Jego temperaturę szacuje się na 5500–6500 °C. Jądro ma dużą przewodność elektryczną. W jądrze płynnym występują wielkoskalowe prądy konwekcyjne unoszące silniej ogrzaną materię znajdującą się bliżej środka Ziemi wyżej (dalej od środka). W wyniku oddalania się od środka unosząca się porcja płynu zachowuje moment pędu, przez co ma coraz mniejszą prędkość obrotową. Odwrotnie dzieje się z chłodniejszą substancją opadającą w kierunku środka Ziemi. Efekt zmiany kierunku ruchu unoszącej się i opadającej substancji można opisać jako efekt siły Coriolisa. Unosząca się i opadająca substancja tworzy wiry przeważnie kręcące się w płaszczyźnie obrotu Ziemi i w tę samą stronę.
Na skutek wyżej opisanego efektu oraz zmiennej prędkości obrotowej płaszcza ziemskiego, jądro wewnętrzne obraca się z inną prędkością niż płaszcz – szybciej o około 0,3–0,5 stopnia rocznie.
Uważa się, że powstające uporządkowane wiry substancji przewodzącej prąd są przyczyną powstawania i utrzymywania pola magnetycznego Ziemi w zjawisku zwanym geodynamem, którego funkcjonowanie wyjaśnia magnetohydrodynamika zjawiskiem zwanym dynamem magnetohydrodynamicznym.
Jądro wewnętrzne (promień 1250 km), w odróżnieniu od zewnętrznego, wykazuje charakter ciała stałego o dużej sztywności. Odznacza się dużą gęstością, wzrastającą wraz z głębokością (podobnie jak ciśnienie i temperatura). Wykazuje ono także osiowo symetryczną anizotropię. Fale sejsmiczne poruszające się wzdłuż osi obrotu Ziemi są o 3% szybsze niż poruszające się w płaszczyźnie równikowej. Anizotropię tę próbowano wyjaśnić hipotezą mówiącą, że jądro wewnętrzne jest jednym dużym monokryształem żelaza, jednak koncepcja ta nie wyjaśnia w pełni przebiegu fal sejsmicznych przez jądro wewnętrzne. Nowsze koncepcje zakładają, że jądro wewnętrzne jest polikrystalicznym żelazem o strukturze krystalicznej w układzie regularnym sześciennym, przy czym część kryształów jest zorientowana wzdłuż osi ziemskiej.   
Ciśnienie w jądrze Ziemi wynosi około 13,5 mln atm.
Natężenie pola magnetycznego jest znacznie większe w jądrze niż na powierzchni. Według obliczeń teoretycznych, w jądrze zewnętrznym przeciętnie wynosi 25 gausów – 50 razy więcej niż na powierzchni.
Strefa przejściowa, zwana powierzchnią Lehmann, o stosunkowo niewielkiej grubości (ok. 140 km), według poglądów części uczonych stanowi strefę stopniowego przechodzenia od fazy ciekłej do stałej. Być może w strefie tej jądro wewnętrzne rozrasta się kosztem jądra zewnętrznego (wskutek obniżania temperatury). 

## Alternatywne hipotezy
Hipoteza georeaktora, zaproponowana przez geochemika J. Marvina Herdona mówi, że znajdujący się w centrum wewnętrznego jądra uran tworzy naturalny reaktor jądrowy. Hipoteza ta budzi jednak kontrowersje i nie jest uznawana przez geofizyków, choć niewątpliwie uran i inne radioaktywne pierwiastki rozpadają się, wydzielając ciepło, które stanowi istotny wkład do bilansu cieplnego wnętrza Ziemi. Jest to jednak rozpad spontaniczny związany z niestabilnością ciężkich jąder, a nie wynik reakcji łańcuchowej.